# Danie Craven
Daniël Hartman Craven (* 11. Oktober 1910 in Lindley, Südafrika; † 4. Januar 1993 in Stellenbosch, Südafrika) war ein Spieler und Trainer der südafrikanischen Rugby-Union-Nationalmannschaft. Zwischen 1931 und 1938 gelangen ihm in 16 Länderspielen zwei Versuche. Zu seiner aktiven Zeit wurde er meist „Danie“ oder „Doc Craven“ gerufen.
Sein Enkel Dan Craven ist Radrennprofi.

## Karriere

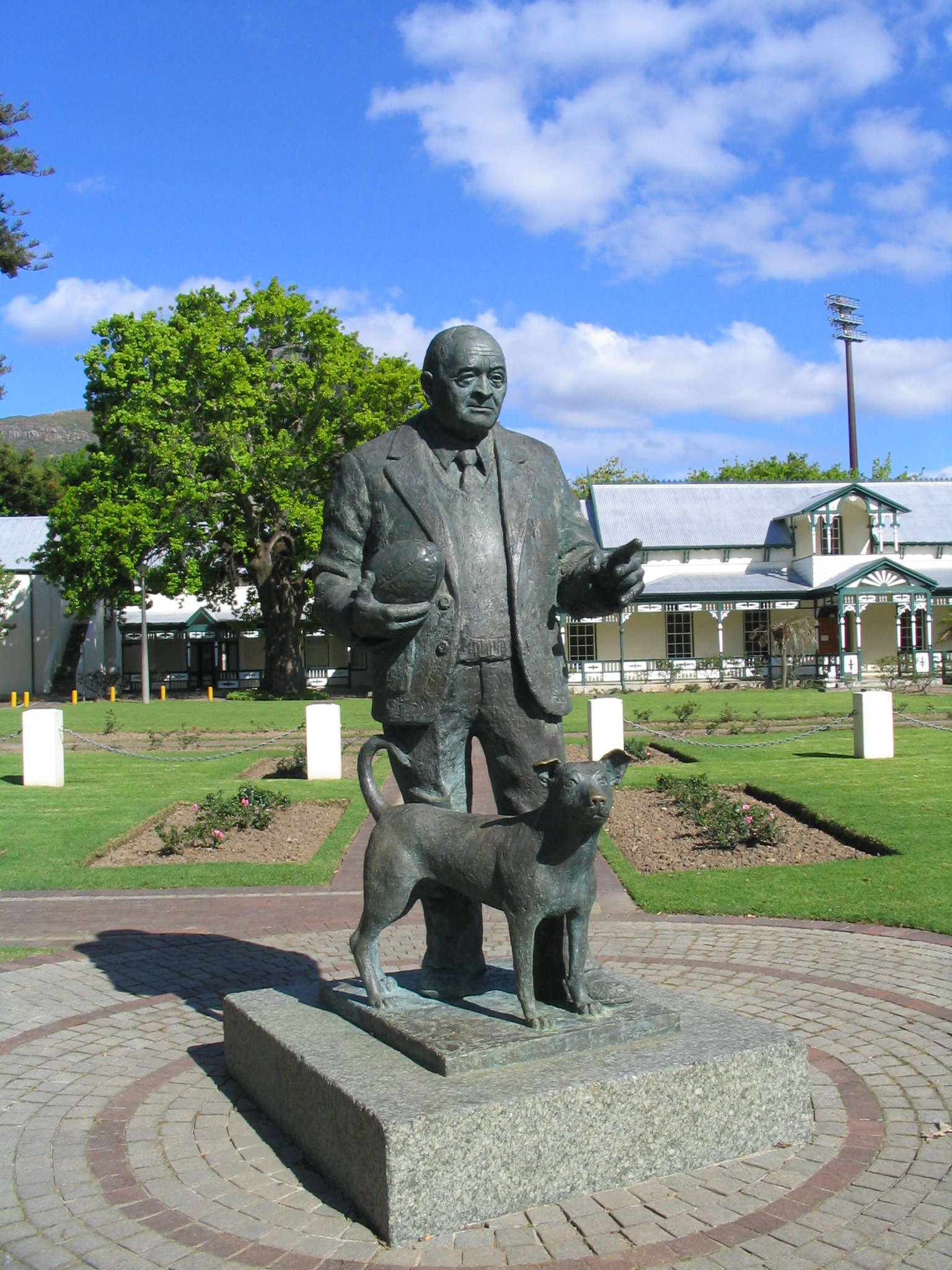
Statue zu Ehren von Danie Craven in Coetzenburg

Craven wurde in Lindley, in der Provinz Free State, geboren. Er besuchte dort die Lindley High School und studierte später in Stellenbosch, wo er seinen Doktortitel erhielt.
Sein erstes Länderspiel bestritt er am 5. Dezember 1931 als Gedrängehalb gegen Wales. Am 10. September 1938 beendete er seine aktive Spielerlaufbahn als Kapitän Südafrikas im Spiel gegen die British Lions. In den 1930er Jahren galt er als einer der besten Spieler auf seiner Position, der Beginn des Zweiten Weltkriegs beendete jedoch seine weitere Karriere.
1949 wurde Craven zum Trainer der Nationalmannschaft Südafrikas benannt. Die Springboks gewannen die ersten zehn Spiele unter ihm und blieben bis 1952 ungeschlagen. Die insgesamt 17 Siege aus 23 Spielen machen ihn zu einem der erfolgreichsten Trainer in der Geschichte des Rugby.
1956 übernahm er die Präsidentschaft des Südafrikanischen Rugbybundes SARB. Zudem war er Mitglied des International Rugby Board.
Während der Apartheid plädierte der African National Congress (ANC) dafür, Südafrika von Sportwettkämpfen in der ganzen Welt auszuschließen. Diese Position fand weltweit Unterstützer und mit der Gleneagles-Vereinbarung von 1977 erhielt der Boykott Rückhalt innerhalb des Commonwealth of Nations. Als Rugby, das vor allem bei den weißen Südafrikanern beliebt ist, ebenfalls von den Restriktionen getroffen wurde und die Nationalmannschaft nicht an der ersten Rugby-Union-Weltmeisterschaft 1987 in Neuseeland teilnehmen durfte, versuchte Craven mit dem ANC zu kooperieren. Dafür wurde er von vielen Weißen in Südafrika angefeindet, auch der damalige Präsident P.W. Botha verurteilte ihn für das Treffen. Obwohl die Gespräche zwischen Craven und dem ANC nicht zur sofortigen Beendigung der sportlichen Isolation Südafrikas führten, ebneten sie den Weg zur Gründung der SARFU, der South African Rugby Union, zu dessen Vorsitzenden er 1992 gewählt wurde. Am 4. Januar 1993 starb Craven in Stellenbosch.
Zu seinen Ehren wurden ein Stadion, ein Rugbymuseum und eine Schülermeisterschaft nach ihm benannt. In Coetzenburg steht zudem eine Statue, die ihm gewidmet ist.